# 池田昭代
池田昭代（いけだ あきよ、1965年8月31日 -）は、日本のアナウンサー。鹿児島県出身。

## 概要
言葉を大切に語る。文字に声を与えることで広がる言葉の世界を、聴き手と共有する。言葉を伝える手段について変化を恐れない。語りたい事柄に出会えば、自ら取材し原稿に起こす。

## 経歴と人物
KTS（鹿児島テレビ）報道番組のアナウンサーとして6年間在籍。
退社後、言葉を語ることの可能性をひろげるため、子供を対象に昔話を語り聴かせる活動を10年以上続けながら、難解な言葉で歌われる奄美の島唄のライブにストーリーテラーとして参加。
ジョルジュ・バタイユ原作『マダムエドワルド』をハイブランドのドレスをまとい朗読するビジュアルリーディングショー、情熱的な音色のバンドネオンと共演し、愛を求める女性の心情を詩や物語を語ることで表現し、新しい可能性を体現し続けてきた。
最近では、地元鹿児島の英雄である西郷イトを題材に「上町（かんまち）ことばで語る 、西郷イトの物語」をシリーズ化。上町ことばとは、かつて薩摩の上流階級の女性が使っていた優美な薩摩ことばで、地元の高齢者から池田が学び習得した池田独自の語り口である。
『源氏物語』や『平家物語』を題材に、邦楽を伴奏にした新たな境地を開くと共に、フジテレビ・エグゼクティブディレクターの三宅恵介を演出家に迎え、更なる境地を目指している。また、客船飛鳥IIのゲストエンターテイナーとして琵琶や三味線と1対1のコラボレーション「源氏物語」「徒然草」を披露し好評を博した。
声、しぐさ、衣装にも心をくだき、聴き手の感性を刺激する語りのパフォーマンスを続けている。